# کاکل‌خروسی آندی
کاکل‌خروسی آندی (نام علمی: Rupicola peruviana) نام یک گونه از سرده کاکل‌خروسی‌ها است.